# 3459 Bodil
A 3459 Bodil (ideiglenes jelöléssel 1986 GB) a Naprendszer kisbolygóövében található aszteroida. Jensen, P. fedezte fel 1986. április 2-án.